# Litvániai Szocialista Szovjetköztársaság
A Litvániai Szocialista Szovjetköztársaság (LSZSZK) egy rövid életű kommunista állam volt, amely 1918. december 16-án jött létre, miután Litvániában a kommunisták kerültek hatalomra. 1919. február 27-ig állt fenn, amikor a Belarussziai Szocialista Szovjetköztársasággal egyesülve megalkották a Litván–Belarusz Szovjet Szocialista Köztársaságot (Litbel). Miközben a bolsevikok erőfeszítéseket tettek annak érdekében, hogy az LSZSZK-t a helyi lakosok által támogatott szocialista forradalom eredményévé tegyék, nagyrészt a litván–szovjet háború alatt érkezett moszkvaiak irányították az országot. Egy szovjet történész a hivatalos propagandához ragaszkodva azt állította: „Az a tény, hogy a szovjet-orosz kormány elismerte a fiatal szovjet-litván köztársaságot, leleplezte a nyugati imperialisták hazugságait, miszerint a szovjet-oroszok állítólag szörnyű dolgokat kívántak tenni a balti országokkal.” Valójában a litvánok egyáltalán nem támogatták a szovjet hatalmat, ezt a Litván Köztársaság 1918. február 16-i megalapításával erősítették meg.

## Történelmi háttere
Az első világháborút elvesztő Német Császárság 1918. november 11-én aláírta a compiègne-i fegyverszünetet. Ezek után a Kelet-Európában állomásozó német seregek is hazatértek. Két nappal később a szovjet-orosz kormány hatályon kívül helyezte a breszt-litovszki békét, amely Litvánia függetlenségét garantálta. Miután a szovjetek nem ismerték el a balti államok, Belarusszia, Ukrajna és Lengyelország függetlenségét, támadást indítottak az egykori Orosz Birodalom európai területének meghódításához. Csapataik szorosan követték a visszavonuló német seregeket, 1918 decemberére pedig megszállták Litvániát is.

## Létrehozása

A szovjet front 1919 januárjában, pirossal jelölve. A szovjetek célja a német bábállamok szovjetizálása volt

Litvániában a kommunisták egészen 1918 nyaráig nem rendeltek el mozgósítást. Litvánia Kommunista Pártját annak első kongresszusán 34 képviselő alapította meg Vilniusban, 1918. október 1. és 3. között. Pranas Eidukevičiust választották meg első elnöküknek. A párt vezetősége az oroszországi bolsevikok működésüknek mintájára dolgoztak, és tervbe vettek egy szocialista forradalmat Litvániában. A terveket ugyanakkor már Moszkva kezdeményezte és finanszírozta, Adolf Joffe és Dmitrij Manuilsky felügyelte. December 2-án Vincas Mickevičius-Kapsukas delegációt küldött, hogy a beígért 15 millió rubelt a „forradalom” finanszírozására használhassák fel. December 8-án Litvánia Kommunista Pártja létrehozta az ideiglenes forradalmi bizottságot (kormányát) Mickevičius-Kapsukas vezetésével. A bizottság további tagjai voltak Zigmas Aleksa-Angarietis, Pranas Svotelisz-Proletaras, Semyon Dimanstein, Kazimierz Cichowski, Aleksandras Jakševičius, Konstantinas Kernovičius és Yitzhak Weinstein (Aizikas Vainšteinas). A modern kori történészek szerint a bizottság tagjai Vilniusban ültek össze először; azonban sokkal nagyobb a valószínűsége annak, hogy a Vörös Hadsereg előrenyomulásával együtt érkeztek. 1918. december 16. és 1920. január 7. között a bizottság Daugavpilsben rendezkedett be, amelyet a Vörös Hadsereg 1918. december 9-én foglalt el.
A kormány december 16-i jelzéssel kiadott egy manifesztumot, amelyben bejelentették a Litván Szocialista Szovjetköztársaság létrejöttét. A kiáltvány december 19-én jelent meg először az orosz Izvestia című újságban, majd ezt követően a rádióban is közölték. Öt nappal később Vilniusban is megjelent a kiáltvány. A Kapsukas által elkészített manifesztum hangsúlyozta a szoros kapcsolatok szükségességét a kommunista Oroszországgal, és az alábbi szlogennel zárult: "Sokáig éljen az Oroszországi Szocialista Szovjetköztársaság az egyesült Szovjet-Litvániával!" A végső verzióban, amelyet Sztálin és a SZKP is elfogadott, eltűntek az Oroszországgal való unióra utaló jelek: "Sokáig éljen a szabad Litvániai Szocialista Szovjetköztársaság!" Kapsukak azonban nem akart független szovjet köztársaságot létrehozni, mivel sok éven át kampányolt a társadalmi patriotizmus, a szeparatizmus és a litván függetlenség ellen. Rosa Luxemburg hatására elutasította az önrendelkezés jogát.
Az újonnan alakult LSZSZK az Oroszországi Szovjet Szocialista Szövetségi Köztársaság (OSZSZSZK) segítségét kérte, és december 22-én az LSZSZK-t önálló államként ismerte el. Még aznap a Vörös Hadsereg elfoglalta Zarasait és Švenčionyst a szovjet–litván határ mellett. Az ideiglenes kormány ekkor azonban lemondott, és nem próbálkozott a szélesebb körű elismertség elérésére. A demokratikus litván hadsereg ekkorra már képtelen volt feltartóztatni a szovjetek előrenyomulását. 1919. január 5-én Vilnius is a Vörös Hadsereg kezére került, majd a hónap végére már Litvánia kétharmada szovjet megszállás alá került.
Hasonló kommunista államok jöttek létre Észtországban (Észtországi Munkáskommün) és Lettországban (Lettországi Szocialista Szovjetköztársaság).

## Kormányzat
A LSZSZK egy új, gyenge és orosz segítségre szoruló állam volt. Oroszországból általában a nehéziparban dolgozó munkásosztályt támogatták, Litvániában azonban ekkor csak nagyon kevesen dolgoztak ebben az szakágban. Január 21-én a szovjet-oroszországi kormány 100 millió rubelt folyósított az ideiglenes bizottság megsegítésére. A LSZSZK nem alapított saját hadsereget. 1919 februárjában Kapsukas táviratot küldött Moszkvába amiatt panaszkodva, hogy a helyi litvánok csak önként csatlakozhattak a Vörös Hadseregbe. Időközben a megszállt területen a szovjetek forradalmi bizottságokat és tanácsokat hoztak létre orosz modellek alapján.
A szovjetek hatalmas katonai támogatást követeltek a megszállt városok és falvak lakosaitól. Például Panevėžyst egymillió rubel, Utenát 200 000 rubel befizetésére kötelezték, míg minden egyes falutól minimum 10 rubelt követeltek. Az országos kereskedelmi intézményeket és nagybirtokokat államosítottak, a földeket inkább a kollektív gazdálkodás céljára használták, ahelyett, hogy azok kisebb gazdaságokra osztva termeltek volna. A gazdasági nehézségeket és a készpénzhiányt egy 1919 januárjában közzétett rendelet szemléltette, amely megtiltja a pénzintézeteknek, hogy hetente több mint 250 rubelt fizessenek ki a lakosoknak. A hithű katolikusok és nacionalisták országában a szovjet internacionalizmus és ateizmus túlzott szovjet támogatása elidegenítette a helyi lakosságot, és végső soron hozzájárult a szovjetek visszavonulásához.

### A Népbiztosok Tanácsának tagjai
| A Népbiztosok Tanácsának tagjai    | A Népbiztosok Tanácsának tagjai                 | A Népbiztosok Tanácsának tagjai                 |
| Pozíció                            | 1919. január 6-án                               | 1919. január 22-én                              |
| ---------------------------------- | ----------------------------------------------- | ----------------------------------------------- |
| Külügyi biztos                     | Vincas Mickevičius-Kapsukas (főtitkár is)       | Vincas Mickevičius-Kapsukas (főtitkár is)       |
| Belügyi biztos                     | Zigmas Aleksa-Angarietis (főtitkárhelyettes is) | Zigmas Aleksa-Angarietis (főtitkárhelyettes is) |
| Élelmiszerbiztos                   | Aleksandras Jakševičius                         | M. Slivkin                                      |
| Munkaügyi biztos                   | Semyon Dimanstein                               | Semyon Dimanstein                               |
| Pénzügyi biztos                    | Kazimierz Cichowski                             | Kazimierz Cichowski                             |
| Közlekedésügyi biztos              | Pranas Svotelis-Proletaras                      | Aleksandras Jakševičius                         |
| Mezőgazdasági biztos               | Yitzhak Weinstein-Branovski                     | Vaclovas Bielskis                               |
| Oktatásügyi biztos                 | Vaclovas Biržiška                               | Vaclovas Biržiška                               |
| Kommunikációügyi biztos            | –                                               | Pranas Svotelis-Proletaras                      |
| Hadügybiztos                       | –                                               | Rapolas Rasikas                                 |
| Népgazdasági biztos                | –                                               | Yitzhak Weinstein-Branovski                     |
| Külkereskedelmi és iparügyi biztos | –                                               | Yitzhak Weinstein-Branovski                     |

## Megszűnése
1919. február 8. és 15. között a litván és a német önkéntesek megállították a szovjetek előrenyomulását, és megakadályozták számukra, hogy Kaunast, Litvánia ideiglenes fővárosát is elfoglalják. Február végén a németek támadást indítottak Lettországban és Észak-Litvániában. A szovjetek katonai nehézségekkel és a helyiek ellenállásával szembesülvén az LSZSZK-ot egyesítették a Belarussziai Szocialista Szovjetköztársasággal, létrehozva a Litván–Belarusz Szovjet Szocialista Köztársaságot. A Litvánia Kommunista Pártját is egybeolvasztották Belarusszia Kommunista Pártjával. Azonban ez kevés hatással rendelkezett, és a lengyel erők áprilisban Vilniust, augusztusban pedig Minszket foglalták vissza a lengyel–szovjet háború alatt. Ugyanakkor a Litván–Belarusz SZSZK is megszűnt.
A lengyel–szovjet háború idején a szovjetek 1920. július 14-én elfoglalták Vilniust. A város azonban nem került be a litván közigazgatásba, amit a szovjet–litván békeszerződésben két nappal korábban rögzítettek. Ehelyett a szovjetek puccsot terveztek a litván kormány megdöntésére és egy szovjet köztársaság felállítására, ahogyan azt Belarussziában is tették. A szovjet seregek azonban vereséget szenvedtek Varsó alatt, és visszavonulásra kényszerültek. Egyesek szerint a lengyelek győzelme menthette meg Litvániát a szovjet puccstól. A két világháború között Litvánia és a Szovjetunió közötti kapcsolat baráti volt, de néhány hónappal a második világháború kitörését követően a Szovjetunió megkezdte a balti államok megszállását. 1940 júliusára Litvánia teljes szovjet megszállás alá került. A hivatalos szovjet propaganda az 1918-as kommunista litván állam helyreállítását hangoztatta.

## Fordítás
Ez a szócikk részben vagy egészben  a   Lithuanian Soviet Socialist Republic (1918–19) című angol Wikipédia-szócikk ezen változatának fordításán alapul.  Az eredeti cikk szerkesztőit annak laptörténete sorolja fel. Ez a jelzés csupán a megfogalmazás eredetét és a szerzői jogokat jelzi, nem szolgál a cikkben szereplő információk forrásmegjelöléseként.